# Aenigmatistes scutellatus
Aenigmatistes scutellatus är en tvåvingeart som först beskrevs av Becker 1909.  Aenigmatistes scutellatus ingår i släktet Aenigmatistes och familjen puckelflugor. Inga underarter finns listade i Catalogue of Life.